# Bliastonotideus fulvorufus
Bliastonotideus fulvorufus är en insektsart som beskrevs av Max Beier 1962. Bliastonotideus fulvorufus ingår i släktet Bliastonotideus och familjen vårtbitare. Inga underarter finns listade i Catalogue of Life.